# Agriophyllum montasirii
Agriophyllum montasirii är en amarantväxtart som beskrevs av El Gazzar. Agriophyllum montasirii ingår i släktet Agriophyllum och familjen amarantväxter. Inga underarter finns listade i Catalogue of Life.